# Lo Picalt (Bóixols)
Lo Picalt és una muntanya de 1.224,8 metres d'altitud del terme municipal d'Abella de la Conca, a la comarca del Pallars Jussà, en territori del poble de Bóixols.
Es troba al sud-est de Bóixols, al davant seu a l'altre costat de la vall del riu de Pujals. És a l'extrem sud-occidental de l'Obac del Pi Gros, i a l'occidental de les Roques de les Canals del Grau, a ponent de la Roca Alta i al nord de les Roques de Cal Taó, a la part nord-occidental de les Costes.

## Etimologia
Aquest topònim és fruit de l'aglutinació del substantiu pic amb l'adjectiu alt, que descriu exactament el que s'entén dels dos mots de la llengua comuna.